# Kunstnerlykke
Kunstnerlykke er en dansk stum dramafilm fra 1910 produceret af Nordisk Filmskompagni. Filmens instruktør er ukendt.
Filmen blev i tysktalende lande distribueret som Kunstlerglück og i engelsktalende lande som Artist's Luck. 

## Handling
En fattig kunstner ser i en drøm Lykkens fe vise ham et lotterinummer. Han vågner op og går på kunstnerknejpe, hvor en gammel jøde sælger lodder til et lotteri. Han ser nummeret fra drømmen, men har ingen penge til at købe lodsedlen. Har får en ven overtalt til at købe lodsedlen med nummeret fra drømmen, og de to underskriver et dokument, hvor de deler udgiften og deler gevinsten, hvis nummeret bliver trukket ud. 
Da lotteriet bliver afholdt, er vinderen netop den lodseddel, som vennen har købt. Men han har revet dokumentet over og kender nu ikke noget til den aftale, som han indgik med kunstneren. Der bliver stor opstandelse i kunstnerknejpen, og de ender på politistationen. Her viser det sig, at en af knejpens gæster har set "vennen" rive dokumentet over, og gæsten har samlet stumperne sammen, som han nu viser frem. Sagen bliver opklaret, og kunstneren kan få sin gevinst. Heldet tilsmiler kunstneren, og han modtager også Akademiets Guldmedalje og Staten køber kunstnerens værk til galleriet. Der bliver stor fest i kunstnerens hjem.

## Medvirkende
- Otto Lagoni
- Edmund Østerbye
- Rigmor Jerichau
- Gustav Lund
- Paul Welander
- Einar Zangenberg